# 코로나19 연구소 유출설

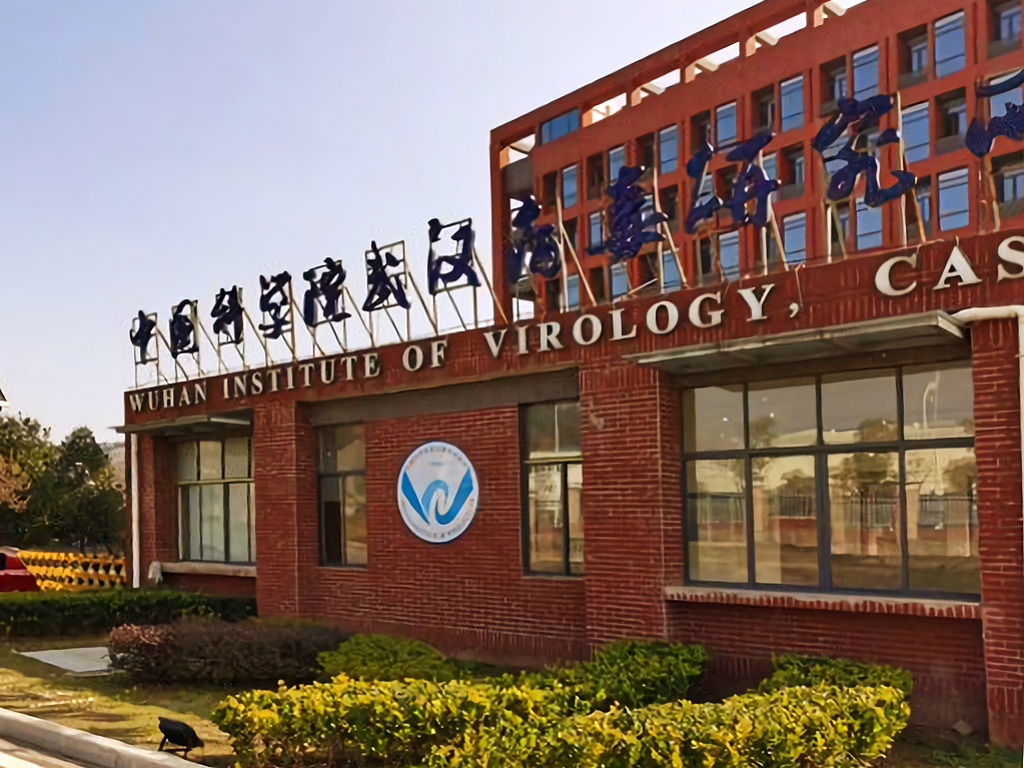
중국 우한시에 있는 우한 바이러스 연구소

코로나19 연구소 유출설 또는 연구소 유출 가설은 코로나19 범유행을 일으킨 바이러스인 SARS-CoV-2가 실험실에서 제조되었다는 주장이다. 이 주장은 매우 논란이 많다. 바이러스가 유전공학의 결과가 아니라는 과학적 합의가 있으며, 대부분의 과학자들은 SARS-CoV-1 및 MERS-CoV 발생과 유사하게, 그리고 인류 역사상 다른 팬데믹과 일관되게 자연적인 인수공통감염병 (감염된 비인간 동물로부터 직접 전이)을 통해 인간 개체군으로 유출되었다고 믿는다. 사용 가능한 증거에 따르면 SARS-CoV-2 바이러스는 2019년 12월 중국 후베이성 우한시의 우한화난수산물도매시장에서 박쥐에 의해 처음 보유되었으며, 감염된 야생 동물을 통해 중간 숙주 역할을 하면서 인간에게 전파되었다.2022년 7월 사이언스에 두 편의 획기적인 기원 연구가 나란히 발표되었다:
 몇몇 후보 동물 종들이 잠재적인 중간 숙주로 확인되었다. 팬데믹 이전에 SARS-CoV-2가 어떤 실험실에 존재했다는 증거는 없으며, 어떤 실험실에서도 의심스러운 생물 안전 사고가 발생했다는 증거도 없다.
연구소 유출에 대해 제시된 많은 시나리오는 음모론의 특징을 가진다. 많은 시나리오의 핵심은 코로나바이러스를 연구하는 우한 바이러스 연구소 (WIV)와 발생 지점의 근접성에 기반한 잘못된 의심이다. 대부분의 중국 대도시에는 코로나바이러스를 연구하는 실험실이 있으며, 바이러스 발생은 일반적으로 농촌 지역에서 시작되지만, 대도시에서 먼저 발견된다. 중국에서 코로나바이러스가 발생하면 대도시, 즉 코로나바이러스를 연구하는 실험실 근처에서 발생할 가능성이 높다. 우한 바이러스 연구소에서 유출되었다는 주장은 중국 정부의 대응 중의 비밀주의 때문에 지지를 얻었다. 연구소 유출설과 정치인들의 그에 대한 무기화는 모두 반중 감정을 활용하고 증가시켰다. 우한 바이러스 연구소 과학자들은 이전에 야생 박쥐로부터 바이러스 샘플을 수집했으며, 이들이 그러한 바이러스에 대해 비공개 작업을 수행했다는 주장은 일부 주장의 핵심이다. 특히 유전체 편집을 주장하는 일부 주장은 잘못된 정보 또는 과학적 증거의 왜곡에 기반을 두고 있다.
바이러스가 실험실에서 (우발적으로든 고의적으로든) 유출되었다는 주장은 팬데믹 초기에 나타났다. 이 주장은 2020년 초 미국의 보수적인 인사들의 홍보를 통해 미국에서 인기를 얻었으며, 미국과 중국 간의 긴장을 조성했다. 과학자와 언론 매체는 이를 음모론으로 일축했다. 우발적 유출 주장은 2021년에 다시 부활했다. 3월에는 WHO가 가능성을 "극히 낮다"고 판단한 보고서를 발표했지만, WHO 사무총장은 보고서의 결론이 확정적이지 않다고 말했다. 이후 실험실 감사 계획은 중국에 의해 거부되었다.
대부분의 과학자들은 연구소 유출을 뒷받침하는 증거가 부족하고 인수공통감염병을 뒷받침하는 증거가 많다는 점을 들어 실험실 기원의 가능성에 회의적이다. 일부 과학자들은 연구소 유출이 진행 중인 조사의 일환으로 검토되어야 한다고 동의하지만, 정치화는 여전히 우려 사항이다. 2022년 7월, 사이언스에 발표된 두 편의 논문은 팬데믹이 우한화난수산물도매시장에서 시작되었을 가능성이 높으며 실험실에서 유래하지 않았음을 시사하는 새로운 역학적 및 유전적 증거를 설명했다.

## 배경
코로나19 기원에 대한 주요 가설은 자연적인 스필오버 이벤트 (인수공통감염병)를 통해 인간에게 감염력을 얻었다는 것이다. 연구 중이던 실험실에서 탈출하여 인간에게 감염력을 얻었다는 것은 소수 의견이다. 사용 가능한 증거는 인수공통감염병을 지지한다. SARS-CoV-2의 기원은 확실히 알려져 있지 않지만, 실험실 유출을 지지하는 주장은 음모론적 사고의 특징을 가진다.

### 인수공통감염병
대부분의 새로운 감염병은 동물로부터의 스필오버 이벤트로 시작되며, 더욱이 자발적으로 (대부분의 경우 야생 동물과의 접촉을 통해 또는 가축과의 접촉을 통해) 전파된다. 예를 들어, 말레이시아 페락에서 니파 바이러스가 발생하고, 2002년 중국 광둥성에서 2002년 사스 발생은 야생 동물 기원으로 추적된 자연적인 인수공통감염병이었다. 코로나19는 과학자들에 의해 "동물 기원일 가능성이 있다"고 간주된다. 이는 인수공통감염병 (동물에서 인간으로 자연적으로 전파 가능한 질병)으로 분류되었다. 일부 과학자들은 자연 숙주가 확인되지 않았기 때문에 이 분류에 이의를 제기한다. 바이러스가 스필오버 이벤트 전후에 병원성 (질병을 유발할 수 있는 능력)을 얻었는지 여부는 물론 인간에게 바이러스가 전파된 원래 출처는 불분명하다.
베타코로나바이러스의 거대한 저장소인 박쥐는 SARS-CoV-2의 가장 유력한 자연 숙주로 간주된다. 박쥐 코로나바이러스와 SARS-CoV-2 사이의 차이는 인간이 중간 숙주를 통해 감염되었을 수 있음을 시사한다. 2002년 사스 발생을 일으킨 바이러스의 자연 숙주에 대한 연구는 박쥐, 특히 말굽 박쥐에서 순환하는 많은 SARS 유사 코로나바이러스의 발견으로 이어졌다. 분석에 따르면 윈난성의 통관 마을 근처 동굴에서 채집된 Rhinolophus affinis에서 분리된 바이러스인 RaTG13은 SARS-CoV-2와 96%의 유사성을 가진다. RaTG13 바이러스 게놈은 라오스의 말굽 박쥐에서 BANAL-52가 발견될 때까지 SARS-CoV-2에 가장 가까운 알려진 서열이었다. 그러나 이는 직접적인 조상은 아니다. 다른 밀접하게 관련된 서열도 윈난성 지역 박쥐 개체군의 샘플에서 확인되었다. 그러한 바이러스 중 하나인 RpYN06은 게놈의 한 큰 부분에서 SARS-CoV-2와 97%의 유사성을 공유하지만, 전체적으로는 94%의 유사성을 가진다. 이처럼 매우 높은 유사성을 가진 핵산 "덩어리"는 종종 공통 조상의 증거로 간주된다.
SARS-CoV-2의 조상은 박쥐와 중간 숙주 종에서 진화적 적응을 통해 여러 다른 종에 대한 "일반적" 결합을 획득했을 가능성이 높다. 게놈 서열 및 접촉 추적을 기반으로 한 추정치는 SARS-CoV-2가 인간에게 감염된 시점을 2019년 10월 중순에서 11월 중순 사이로 추정한다. 일부 과학자들(예: 파우치 및 CIRAD의 로저 프루토스)은 문턱 사건(예: 우한과 같은 대도시에서 더 많은 숙주에게 복제) 이전에 소수의 인간에게서 느리고 감지되지 않은 순환이 감지되지 않은 적응 기간을 설명할 수 있다고 제안했다.
SARS-CoV-2의 첫 번째 알려진 인간 감염은 2019년 12월 중국 우한에서 발견되었다. 초기 감염자 중 상당수가 우한화난수산물도매시장의 상인이었기 때문에, 바이러스가 사향고양이, 너구리, 박쥐 또는 천산갑 등 시장에서 팔리던 야생 동물에서 유래했을 수 있다는 주장이 처음 제기되었다. 이후 환경 분석 결과 시장에서 SARS-CoV-2가 발견되었으며, SARS-CoV-2 감염에 취약한 것으로 알려진 동물을 사육하던 시장 지역에서 가장 높은 유병률을 보였다. 초기 인간 사례들은 시장과 그 주변에 집중되었으며, 두 개의 별개 SARS-CoV-2 계통 감염을 포함했다. 이 두 계통은 바이러스가 시장의 동물 개체군을 활발히 감염시키고 있었으며, 이들 동물과 인간 간의 지속적인 접촉으로 인해 인간에게 여러 차례 바이러스 전파가 일어났음을 보여주었다. COVID-19의 초기 사례는 모두 시장과 그 주변에 국한된 것으로 나중에 밝혀졌다.
SARS-CoV-2 감염에 취약한 다른 야생 동물들이 화난 시장에서 판매된 것으로 알려져 있지만, 박쥐나 천산갑은 시장에서 판매되지 않았다.

### 우한 바이러스 연구소
우한 바이러스 연구소와 우한 질병관리본부는 팬데믹의 초기 진원지인 우한 화난 해산물 도매 시장에서 몇 마일 이내에 위치해 있으며, 이러한 매우 가까운 거리가 음모론이 바이러스의 기원이 실험실이어야 한다고 주장하는 데 쉽게 뿌리내리게 만들었다. 그러나 바이러스학 연구소는 종종 잠재적인 발생 지역 근처에 지어진다. 연구소 유출설 지지자들은 대부분의 중국 대도시에 코로나바이러스 연구소가 있다는 사실을 언급하지 않는 경향이 있다. 바이러스 발생은 보통 농촌 지역에서 시작되지만, 대도시에서 처음으로 인지된다. 스테판 레반도프스키와 동료들은 연구소의 위치가 발생 지역과 가까운 것은 "말 그대로 우연"이며, 그 우연을 연구소 유출의 선험적 증거로 사용하는 것은 합접 오류의 일종이라고 썼다. 또한, 그들은 연구소 유출 지지자들이 연구소와 발생 지역의 근접성의 중요성을 주장하면서도 바이러스 스필오버 사건의 잠재적 기원으로 오랫동안 확인된 습식 시장의 근접성을 무시하는 것이 아이러니하다고 지적한다.

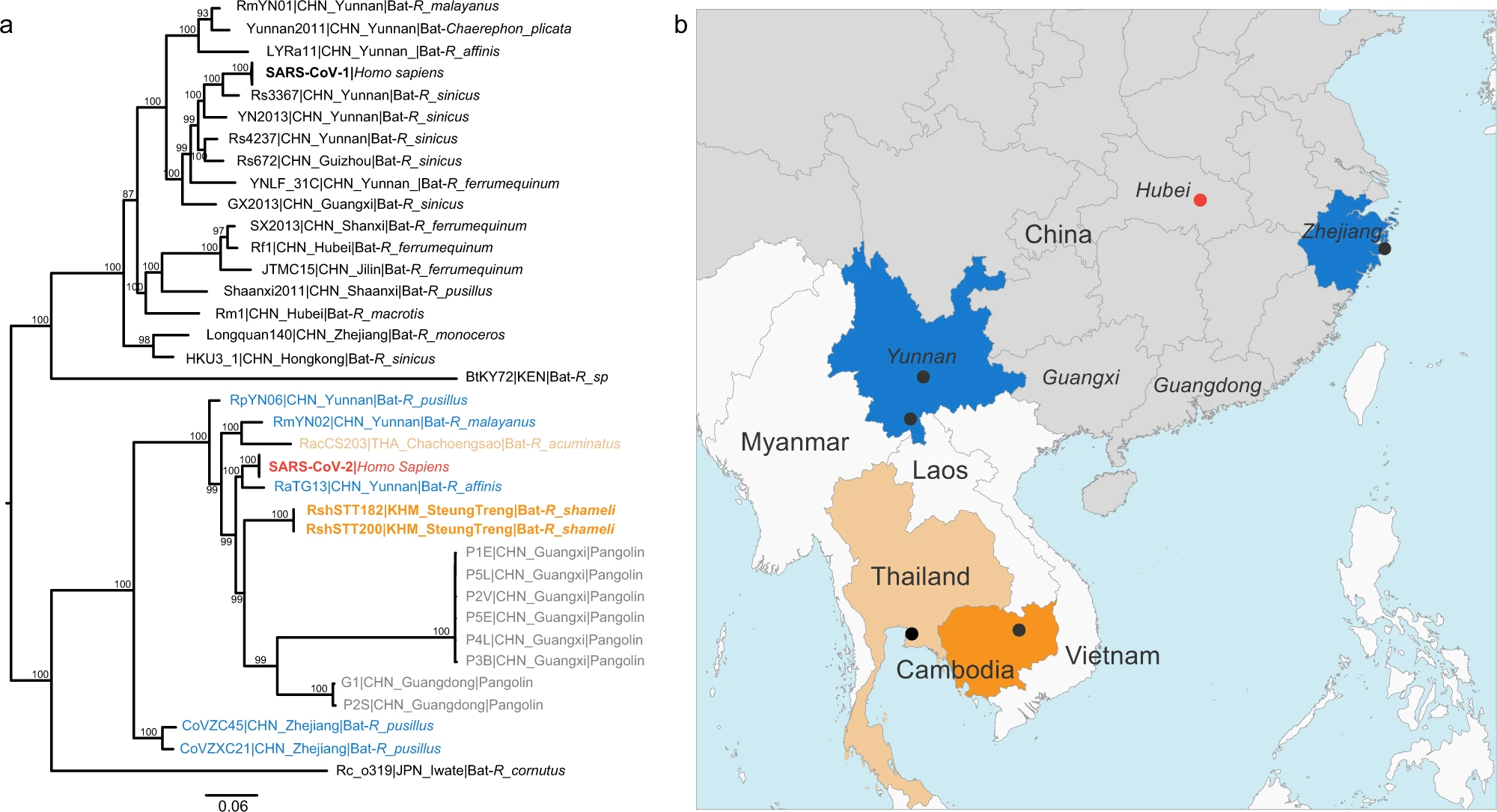
SARS-CoV-2 및 밀접하게 관련된 베타코로나바이러스의 계통수 (왼쪽) 및 지리적 배경 (오른쪽)

우한 바이러스 연구소 (WIV)는 2005년부터 SARS 유사 박쥐 코로나바이러스에 대한 연구를 수행해 왔으며, 일부 전문가(리처드 이브라이트 등)가 기능 획득이라고 특징지은 2015년 실험에 참여했다. 다른 학자들(랄프 바릭 포함)은 이 특성화에 이의를 제기하며, 해당 실험(키메라 바이러스 관련)이 우한 바이러스 연구소가 아니라 노스캐롤라이나 대학교 채플힐에서 수행되었으며, 이 대학의 기관 생물안전 위원회는 해당 실험을 "기능 획득"으로 평가하지 않았다고 지적했다. 바릭은 그러한 연구에 내재된 위험을 인정하며 "과학 검토 패널은 순환하는 변종에 기반한 키메라 바이러스를 만드는 유사한 연구가 추구하기에는 너무 위험하다고 판단할 수 있다... 미래 발생에 대비하고 완화할 잠재력은 더 위험한 병원체를 만드는 위험과 균형을 이루어야 한다"고 썼다.
연구소가 팬데믹 초기 발생 지역인 우한에 위치한다는 사실, 그리고 우한 바이러스 연구소에서 연구가 덜 엄격한 생물 안전도 2단계와 3단계에서 수행되고 있었다는 사실은 SARS-CoV-2가 우한 연구소에서 탈출했을 수 있다는 추측으로 이어졌다. 리처드 이브라이트는 생물 안전도 2단계와 같이 낮은 격리 수준의 실험실이 때때로 사용되는 한 가지 이유는 높은 격리 시설의 비용과 불편함 때문이라고 말했다. 팬데믹 이전에 우한 바이러스 연구소를 방문한 마지막 외국 과학자인 호주 바이러스학자 다니엘 앤더슨은 이 연구소가 "다른 고수준 격리 연구소와 동일한 방식으로 운영되었다"고 말했다. 그녀는 또한 "엄격한 안전 프로토콜"이 있었다고 말했다. 화난 해산물 시장은 이미 우한을 순환하던 바이러스의 급속한 확산을 촉진하는 출발점으로만 작용했을 수 있다.

### 이전 연구소 유출 사건 및 음모론
실험실 유출 사고는 과거에도 발생한 적이 있다. 소련의 연구 시설에서 1979년에 탄저균이 유출되어 최소 68명이 사망했다. 영국의 2007년 구제역 발생은 고보안 연구소의 새는 파이프 때문에 발생했다. 사스 바이러스는 중국의 고수준 생물 격리 실험실에서 적어도 한 번, 아마도 두 번 탈출했다.
병리균에 대한 양성 노출(감염으로 이어지지 않는 노출)은 숙주 기관의 명성에 미치는 부정적인 영향과 광범위한 전염병의 낮은 위험을 고려할 때 아마도 과소 보고될 것이다. 역학자 마르크 립시치와 세균학자 리처드 이브라이트는 실험실에서 감염(특히 변형된 병원균)될 위험이 널리 알려진 것보다 크다고 말했다.
새로운 바이러스의 유출로 인한 전염병은 발생한 적이 없다. 실험실 감염이 전염병으로 이어진 유일한 사건은 1977년 러시아 독감으로, 이는 1950년대까지 자연적으로 순환하던 H1N1 균주가 유출되어 발생한 것으로 추정된다.
이전의 새로운 질병 발생, 예를 들어 AIDS, H1N1/09, SARS, 에볼라 등은 원인 물질이 실험실에서 생성되었거나 탈출했다는 음모론과 주장의 대상이 되었다. 이들 각각은 현재 자연적 기원을 가진 것으로 이해된다. 반생명공학 활동가들은 올리브 나무의 식물 병원체가 과학자들의 연구 결과라고 거짓 주장했으며, 병원체가 실험실 균주가 아니라는 반대 증거에도 불구하고 이러한 주장을 폈다. 이후 연구에 따르면 이 병원체는 거짓 주장의 대상이 된 워크숍보다 훨씬 이전에 기원했으며, 수입 식물에 의한 더 일반적인 도입 경로를 통해 유입되었다고 한다.

### 심리적, 사회적 요인
미국 대중을 대상으로 한 설문 조사에 따르면, 정체성 정치와 인종적 분노가 연구소 유출설과 코로나19 허위 정보에 대한 과도한 믿음에 영향을 미치는 요인인 것으로 밝혀졌다. 연구자들은 이는 그러한 믿음이 증거뿐만 아니라 뿌리 깊은 태도와 자아 개념에 종속되어 있기 때문에 반박에 저항한다는 것을 보여준다고 제안한다.
소셜 미디어에서는 코로나가 중국의 생물학적 무기였다는 주장이 널리 퍼졌으며, 이는 황화론이 백인을 위협한다는 수사와 일치한다. 과학 역사가 프레드 쿠퍼와 동료들은 영국에서 중국인에 대한 태도가 오랫동안 외국인 혐오적 고정관념으로 얼룩져 있었다고 썼다. 쿠퍼는 우한 연구소 유출 서사와 "치명적인 동물 및 생물학적 물질 적용에 능숙하며" TV 쇼에서 서방을 치명적인 질병으로 위협하는 것으로 묘사된 가상의 슈퍼 악당 푸 만추의 음모를 비교한다.

## 제안된 가설
연구소 유출설은 단일한 개별 시나리오가 아니라, 한편으로는 합법적인 연구에서 비롯된 부주의한 사고부터 다른 한편으로는 중국의 생물무기의 공학과 방출에 이르는 다양한 제안된 시나리오의 집합이다. 제안된 시나리오들이 이론적으로는 증거 기반 조사에 따르지만, 연구소 유출 지지자들을 달래기에 충분히 반증될 수 있는지는 분명하지 않다. 왜냐하면 그들은 유사 과학적이고 음모론적인 사고에 기반을 두고 있기 때문이다.
코로나19 범유행이 시작되기 전에 어떤 실험실도 SARS-CoV-2 샘플이나 그럴듯한 조상 바이러스를 가지고 있었다는 증거는 없다.
다양한 출처에서 SARS-CoV-2가 우한 바이러스 연구소 또는 우한 질병관리본부와 같은 우한의 다른 실험실에서 유출되었을 수 있다고 추정해 왔다. 이론들은 이것이 의도적인 행위였는지 아니면 사고였는지에 따라 다르다. 또한 바이러스가 방출되기 전에 인간 활동에 의해 변형되었는지 여부도 이론마다 다르다. 2020년 1월까지 일부 연구소 유출 지지자들은 음모론적 요소를 포함한 서사를 홍보하고 있었는데, 이러한 서사는 종종 "역학적, 유전적 또는 기타 과학적 데이터가 바이러스의 기원을 가리기 위해 의도적으로 보류되거나 변경되었다"는 인종차별적 비유를 사용하여 지지되었다. 데이비드 고르스키는 "연구소 유출 뒤에 있는 노골적인 반중 인종차별과 외국인 혐오"를 언급하며, 그 지지자들은 종종 "중국 정부에 사악한 은폐를 돌린다"고 말했다. 고르스키는 나중에 연구소 유출 가설이 "과학적 검증을 통과하지 못했다"고 말했다. 외국인 혐오적 수사 사용은 또한 반중 감정의 증가를 야기했다.

### 기원
코로나19 범유행 초기에 연구소 유출에 대한 추측은 4chan과 인포워스를 포함한 음모론 지향 인터넷 부분에 국한되었지만, "중국 생물학적 무기"에 대한 비난이 그레이트 게임 인디아에서 처음 발표되고 레드 스테이트 워치와 제로 헤지 웹사이트에서 재게시된 후 아이디어가 더 넓은 관심을 얻기 시작했다. 거기서부터 이 아이디어는 언론의 관심을 얻었고 미국의 보수 정치인들에 의해 지지되었다.
이 아이디어는 아시아인이 코로나에 면역이라는 주장이나 중국이 사용할 비밀 백신을 준비하고 있다는 주장 등 여러 가지 변형으로 나뉘었다. 일부는 중국 정부와 세계보건기구가 음모를 꾸미고 있다고 주장했다. 당시 미국 대통령 도널드 트럼프는 "쿵푸 독감"과 같은 반중 수사를 사용하여 이 아이디어를 부추겼으며, 2020년 4월 기자회견에서 SARS-CoV-2가 우한 바이러스 연구소에서 나왔다는 주장을 뒷받침하는 문서가 있다고 말했다.
이러한 정치화된 환경에 대한 반응으로, 대부분의 주류 과학 및 언론 매체는 연구소 유출 아이디어를 인종차별적 선전 이상으로 여기지 않았으며, 2020년 여름까지 이 아이디어는 대체로 기각되었다. 그러나 다음 미국 대통령인 조 바이든이 2021년에 코로나 기원에 대한 조사를 명령하면서 다시 부상했다.

### 자연 바이러스의 우발적 유출
일부에서는 바이러스가 야생 동물에서 추출한 샘플과의 접촉 또는 포획 동물이나 그 호흡기 비말 또는 분변과의 직접적인 접촉을 통해 실험실 직원의 우발적인 감염으로 인해 인간에게 발생했다고 추측한다.
전 질병통제예방센터장 로버트 R. 레드필드는 2021년 3월에 자신의 의견으로는 바이러스의 가장 유력한 원인은 실험실 탈출이며, 이는 "어떤 의도성도 내포하지 않는다"고 말했다. 그는 바이러스학자로서 초기 발생부터 바이러스가 "인간 대 인간 전파에 그렇게 효율적"이라는 것이 "생물학적으로 말이 안 된다"고 생각한다고 덧붙였다. 과학자들이 박쥐로부터 바이러스를 옮겨 인간에게 전파한 중간 숙주를 찾는 데 성공하지 못했다는 사실은 일부에게는 연구소 유출을 뒷받침하는 증거로 간주된다고 가디언은 전했다.
유타 대학교 바이러스학자 스티븐 골드스타인은 레드필드의 발언에 대한 과학적 근거를 비판하며, SARS-CoV-2의 스파이크 단백질이 숙주 간 점프에 매우 효과적이기 때문에 인간 간에 효율적으로 전파되는 것은 놀라운 일이 아니라고 말했다. 골드스타인은 "SARS-CoV2와 같은 인간 바이러스가 밍크 사이에서 전파될 수 있다면, 박쥐 바이러스[역시 SARS-CoV2]가 인간 사이에서 전파될 수 없다고 가정할 근거가 없다. 우리 인간은 우리가 매우 특별하다고 생각할지 모르지만, 바이러스에게 우리는 또 다른 포유류 숙주일 뿐이다"라고 말했다.
2024년 6월, 도널드 트럼프의 코로나바이러스 대응 조정관이었던 데보라 버크스는 CNN의 카시에 헌트가 연구소 유출설을 불신시키려는 노력이 있었는지 묻자 "그렇다고 생각한다. 밥 레드필드에 대해 사람들이 어떻게 말했고, 그가 연구소 유출 가능성을 제기하려 했다는 이유로 그를 과학자로서 비난했는지 보면 알 수 있다"고 답했다. 그녀는 덧붙여 "레드필드가 그것을 제기할 필요가 있다고 느낀 이유, 즉 '이런 식으로 되어야 한다'는 주장에 반대하기 위해 그렇게 느낀 이유가 있었다고 생각한다. 왜냐하면 우리는 알지 못했고, 결코 알 수 없을 것이기 때문이었다"고 말했다.

#### WHO 평가
2021년 3월에 발표된 WHO 주최 SARS-CoV-2 기원 글로벌 연구 보고서는 중국 및 국제 과학자들로 구성된 공동 팀이 작성했으며, 실험실 사고를 통한 유입은 "극히 희박"하며 어떠한 증거로도 뒷받침되지 않는다고 평가했다. 그러나 보고서는 추가 증거 없이는 이러한 가능성을 완전히 배제할 수 없다고 명시했다. 보고서는 중간 동물 숙주를 통한 인간 스필오버가 가장 유력한 설명이며, 박쥐로부터 직접적인 스필오버가 그 다음으로 유력하다고 밝혔다. 식품 공급망과 우한화난수산물도매시장을 통한 유입은 덜 유력하다고 간주되었다.
소수의 연구자들은 이 보고서가 중국 정부의 감독을 받았기 때문에 신뢰할 수 없다고 말했다. 일부 관찰자들은 WHO의 성명이 시기상조라고 느꼈다. 다른 과학자들은 이 보고서가 설득력이 있다고 보았으며, 바이러스의 실험실 기원에 대한 증거는 없다고 말했다.
WHO 사무총장 테워드로스 아드하놈은 팀이 초기 코로나19 사례에 대한 원시 데이터에 접근하는 데 어려움을 겪었으며, 가장 가능성이 낮은 가설인 연구소 유출은 "더 견고한 결론에 도달하기 위해 추가 데이터와 연구가 필요할" 것이므로 추가 조사가 필요하다고 말했다. WHO 조사팀의 리더인 피터 벤 엠바렉은 "실험실 직원이 박쥐 동굴에서 샘플을 채취하다가 감염된다. 이러한 시나리오는 실험실 유출이면서도 바이러스가 박쥐에서 인간으로 직접 전파되었다는 우리의 첫 번째 가설과도 일치한다"고 말했다.
미국, 유럽 연합 및 13개국은 WHO 주최 연구를 비판하며 중국 정부에 투명성을 요구하고 원시 데이터 및 원본 샘플에 대한 접근을 요청했다. 중국 관료들은 이러한 비판을 "연구를 정치화하려는 시도"라고 비난했다. WHO 보고서에 참여한 과학자들, 즉 량 완니안, 존 왓슨, 피터 다스작 등은 비판에 반대하며, 이 보고서가 이 문제에 대한 조사를 성공적으로 계속하기 위해 필요한 협력과 대화의 예라고 말했다.
2021년 7월 15일, 테워드로스 아드하놈은 코로나19 연구소 유출설이 WHO에 의해 시기상조로 기각되었다고 말했다. 이는 그가 이전에 "추가적인 데이터와 연구가 필요하며, 전문가 참여를 통한 추가 임무가 필요할 수 있다"고 언급한 뒤 나온 발언이었다. 그는 WHO 조사의 2단계 진행을 제안했으며, 이를 통해 연구소 유출설을 더 면밀히 조사해야 한다고 말했다. 또한 중국 정부에 "투명하게" 관련 데이터를 공개해달라고 요청했다. 7월 17일, 테드로스는 초기 코로나19 발병 지역의 "관련 실험실 및 연구 기관에 대한 감사"를 요청했다. 중국 정부는 이에 대해 "무례"하고 "과학에 대한 오만"을 보였다며 거부했다. 미국은 중국의 후속 기원 조사에 대한 입장을 "무책임하고" "위험하다"고 비판했다.
2022년 6월, WHO의 Scientific Advisory Group for Origins of Novel Pathogens (SAGO)는 연구소 유출 가능성에 대한 심층 조사를 촉구하는 예비 보고서를 발표했다. SAGO 의장은 기자회견에서 "가장 강력한 증거는 여전히 인수공통감염병 전파에 관한 것"이라고 말했다. AP는 이 보고서를 WHO의 이전 평가에 대한 "급격한 역전"이라고 표현했으며, 사이언스.org는 학자들의 반응이 엇갈렸다고 설명했다.
2023년 초, WHO는 SARS-CoV-2 기원에 대한 원래 조사를 중단하고, 이를 상임위원회인 Scientific Advisory Group for Origins of Novel Pathogens (SAGO)에 위임했다. 이 작업은 코로나19 타임라인을 설정하고, 유사 바이러스를 검색하며, 동물 및 인간 샘플에 대한 추가 실험실 연구를 수행할 계획이다.

#### 모장 구리 광산
연구소 유출설을 주장하는 인터넷 활동가 그룹인 DRASTIC의 구성원들은 스정리 그룹이 조사했던 2012년 봄 중국의 폐쇄된 구리 광산 근처에서 발생한 호흡기 질환 발생에 대한 우려를 제기했다. 스정리 그룹은 바이러스 RNA 샘플을 채취하여 RaBtCoV/4991로 명명했다. 이후 스정리 그룹은 2020년 2월 네이처에 RaTG13이라는 바이러스에 대한 논문을 발표했다. 서열 비교를 통해 RaBtCoV/4991과 RaTG13이 동일한 바이러스일 가능성이 있다는 것이 분명해졌다. 스정리는 이름 변경이 바이러스의 기원 위치와 연도를 반영하기 위해 이루어졌다고 말했다.
니콜라스 웨이드와 가명을 쓰는 DRASTIC 회원 "TheSeeker268"을 포함한 일부 지지자들은 이름 변경이 바이러스의 기원을 숨기고 관련 SARS-CoV-2 바이러스의 실험실 기원과 어떻게 관련될 수 있는지 숨기려는 시도였다고 주장했다. 과학자들은 RaTG-13이 팬데믹의 기원과 관련되기에는 너무 멀리 관련되어 있으며, 실험실에서 SARS-CoV-2를 만들기 위해 변형될 수 없다고 말했다. 네이처는 나중에 2020년 RaTG13 논문에 광산과의 가능한 연결고리를 다루는 추가 정보를 발표했는데, 스정리는 바이러스가 거기에서 채취되었지만 광부들의 질병 원인이 아니었을 가능성이 매우 높다고 말했다. 추가 정보에 따르면, 작업자 혈청에 대한 실험실 테스트는 음성이었고, "SARS 유사 코로나바이러스에 대한 항체가 발견되지 않았다"고 한다.

### 유전자 변형 바이러스의 우발적 유출
SARS-CoV-2가 유전공학의 결과가 아니라는 과학적 합의가 있다. 그러나 실험실 기원을 지지하는 한 가지 음모론은 SARS-CoV-2가 코로나바이러스에 대한 기능 획득 연구를 위해 개발되었다고 주장한다. "기능 획득"의 정확한 의미는 전문가들 사이에서 논란이 많다. 스정리 우한 바이러스 연구소 신종 감염병센터장의 이메일 성명에 따르면, 그녀의 연구실은 코로나바이러스에 대한 미공개 기능 획득 실험을 수행한 적이 없으며, 팬데믹 초기 우한 바이러스 연구소의 모든 직원과 학생들은 바이러스 검사에서 음성 반응을 보였다.

#### 푸린 절단 부위

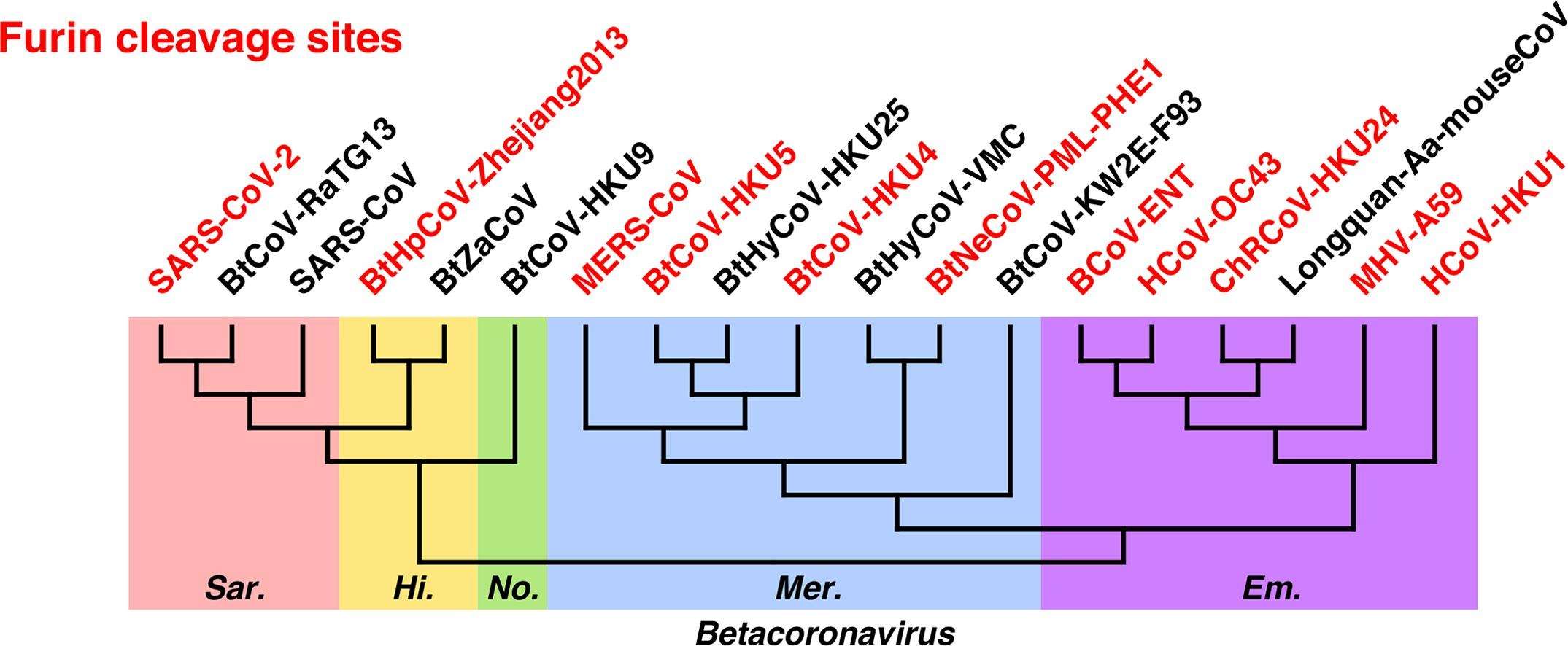
다양한 베타코로나바이러스에서 푸린 절단 부위의 존재 (빨간색) 또는 부재 (검은색)를 묘사한 계통수. 우 et al.에서 발췌.

연구소 유출설을 지지하는 한 가지 주장은 SARS-CoV-2 바이러스의 유전적 구성에 "부자연스러운" 점이 있어 유전공학에 의해 만들어졌음이 틀림없다는 전제에 기반한다. 일부 생명공학 주장은 바이러스 RNA의 두 개의 연속적인 사이토신-구아닌-구아닌 (CGG) 코돈이, 특히 중요한 푸린 절단 부위에 존재한다는 점에 초점을 맞춘다. CGG 코돈은 번역되어 아르기닌 아미노산이 되는 여러 코돈 중 하나이며, 인간 병원성 베타코로나바이러스에서 가장 흔하지 않은 아르기닌 코돈이다. 부분적으로는 인간 병원성 코로나바이러스에 CGG 코돈이 부족한 것은 자연선택 때문이다. 인체 내 B 세포는 바이러스 게놈에서 C와 G가 인접해 있는 영역(소위 CpG 섬)을 인식한다. CGG 코돈은 SARS-CoV-1 게놈에서 아르기닌 코돈의 5%를 차지하며, SARS-CoV-2 게놈에서는 아르기닌 코돈의 3%를 차지한다.
언론인 니콜라스 웨이드를 포함한 공학 바이러스 지지자들은 두 개의 희귀한 코돈이 연속적으로 나타나는 것이 실험실 실험의 증거라고 말한다. 자연에서 CGG 코돈 쌍이 발생할 확률이 낮고, 대조적으로 유전 공학 작업에서 아르기닌에 CGG 코돈이 흔히 사용되기 때문이다. 이는 과학자들에 의해 반박되었는데, 그들은 CGG 코돈이 MERS-CoV를 포함한 다른 코로나바이러스에도 존재하며(심지어 더 흔하다), 코돈이 희귀하다고 해서 자연적으로 존재할 수 없다는 의미는 아니라고 지적한다. 만약 CGG 코돈이 바이러스에 공학적으로 삽입되었다면, 수년에 걸쳐 인간에게 순환하면서 바이러스에서 돌연변이를 일으켜야 했지만, 그 반대가 발생했다. 사실, 전염성을 크게 증가시키는 푸린 절단 부위의 존재는 그것을 코딩하는 유전 서열에 의해 유발되는 B-세포의 불리한 면역 반응을 크게 상쇄한다.
또 다른 추측의 원인은 푸린 절단 부위의 단순한 존재이다. SARS-CoV-2의 가장 가까운 알려진 친척에는 없지만(다른 베타코로나바이러스에는 존재함, 예: BtHpCoV-ZJ13), 이는 가장 가능성 높은 재조합의 결과이며, 이러한 바이러스의 유전 계보가 충분히 탐색, 샘플링 또는 서열 분석되지 않았기 때문에 더욱 놀랄 일이 아니다. 다른 코로나바이러스(MERS-CoV, HCoV-OC43, HCoV-HKU1 포함, HKU9-1에서도 거의 동일하게 나타남)에서 흔히 발생하는 현상으로, 이 부위는 단순한 진화 메커니즘으로 인한 자연적인 재조합을 시사하는 짧은 회문 서열로 선행된다. 또한, 알려진 사례(HCoV-OC43 또는 HCoV-HKU1 등)와 비교할 때 인간이나 쥐에 대한 절단 부위의 최적화되지 않은 구성과 미흡한 표적화는 복잡하고 번거로운 분자 생물학적 작업을 필요로 했을 것이며, 이는 공학적으로 조작된 바이러스에서 예상되는 것과 일치하지 않는다.
Project DEFUSE는 2021년 9월 DRASTIC이 온라인에 게시한 거부된 DARPA 보조금 신청으로, 중국의 다양한 지역에서 박쥐 코로나바이러스를 샘플링할 것을 제안했다. 거부된 제안서에는 에코헬스 얼라이언스의 피터 다스작, UNC의 랄프 바릭, 싱가포르 듀크-NUS 의과대학의 왕린파, 우한 바이러스 연구소의 스정리가 공동 연구자로 포함되었다. 보조금 수령자들은 박쥐 바이러스가 실험실에서 인간 세포를 감염시키는 능력을 평가하기 위해 다른 위치에서 변이된 키메라 코로나바이러스를 사용하고, 미래 인간 발생 가능성을 줄이기 위해 야생 박쥐에게 배포될 스파이크 (S) 단백질 (전체 바이러스가 아님)을 기반으로 단백질 백신을 만들 것을 제안했다. 제안된 한 가지 변경 사항은 박쥐 코로나바이러스를 변형하여 스파이크 (S) 바이러스 단백질의 S1/S2 접합부에 푸린 효소의 절단 부위를 삽입하는 것이었다. SARS 관련 박쥐 코로나바이러스에 대한 유전자 조작이나 역유전학 (키메라 바이러스를 만드는 데 필요한 기술)이 우한 바이러스 연구소에서 수행되었다는 증거는 없다. 모든 가용한 증거는 SARS-CoV-2 푸린 절단 부위가 자연 진화의 결과임을 시사한다.

#### 정치 및 정부의 견해
이 상황은 기능 획득 연구에 대한 논쟁을 다시 불붙였지만, 이 문제를 둘러싼 격렬한 정치적 수사는 이 분야의 정책에 대한 진지한 조사를 방해할 위험이 있다. 연구자들은 논쟁의 정치화가 과정을 더욱 어렵게 만들고 있으며, 말이 종종 "음모론의 먹이"가 되도록 왜곡된다고 말했다. 2015년에 SARS 유사 코로나바이러스에 대해 수행된 실험이 팬데믹의 원인이라는 주장은 팬데믹 초기에 영국 타블로이드에 보도되었다. 바이러스학자 앤젤라 라스무센은 기능 획득 연구가 엄격한 조사와 정부 감독을 받으므로 이러한 주장은 가능성이 낮고, 얻기 어려운 코로나바이러스에 대한 연구가 비밀리에 이루어질 수 없다고 말했다.
켄터키주 랜드 폴 상원의원은 미국 국립보건원(NIH)이 우한에서 기능 획득 연구에 자금을 지원했다고 주장하며, 역학자 랄프 바릭을 포함한 연구자들이 "슈퍼 바이러스"를 만들었다고 비난했다. 앤서니 파우치와 NIH 원장 프랜시스 콜린스는 모두 미국 정부가 그러한 연구를 지원했다는 사실을 부인했다. 바릭 또한 폴의 주장을 부인하며, 그의 연구실에서 박쥐 코로나바이러스의 종간 전파에 대한 연구는 기능 획득에 해당하지 않는다고 말했다. 우한 바이러스 연구소에서 키메라 박쥐 코로나바이러스에 대한 2017년 연구에 NIH가 스폰서로 등재되었지만, NIH 자금은 샘플 수집과만 관련이 있었다. 워싱턴 포스트의 팩트체커는 "에코헬스 자금은 실험과 관련이 없었으며, 샘플 수집과 관련이 있었다"고 언급하며 "바릭의 연구에 대한 진술은 과장된 것으로 보인다"고 말했다. 2021년 10월, NIH 대변인은 에코헬스 얼라이언스가 쥐 실험에서 코로나바이러스가 예상보다 더 많은 체중 감소를 유발했다는 새로운 데이터를 제공했음을 인정했다. 이것은 연구의 의도된 결과나 원래 자금 제안의 구성 요소가 아닌 예상치 못한 결과로 설명되었다. 중요한 점은 NIH 대변인이 이 발견이 늦은 진행 보고서에서 제공되었으며, 우한 바이러스 연구소의 실험에 대한 이전 진술 이전에 사용할 수 없었다고 말했다.
2021년 8월, 미국 하원 외교위원회의 공화당 의원들인 소수당 직원이 작성한 잠정 보고서에 따르면, SARS-CoV-2의 실험실 유출 기원이 자연적 기원보다 더 가능성이 높다고 밝혔다. 이 보고서는 SARS-CoV-2가 2012년 윈난성의 동굴에서 채취된 RaTG13 바이러스에 대한 기능 획득 연구의 결과로 인간에게 출현했으며, 이후 2019년 9월 12일 우한 바이러스 연구소의 데이터베이스가 오프라인으로 전환되기 전 어느 시점에 우발적으로 유출되었다고 주장했다. 2021년 8월 보고서는 대부분 기존의 공개 증거와 팬데믹 초기 전후의 CCP 내부 문서를 기반으로 한다.
잠정 보고서는 프로퍼블리카와 배너티 페어의 공동 조사와 동시에 발표되었다. 발표 직후, 이 보고서는 외교 및 중국어 전문가들로부터 중국 문서의 오역 및 오해석에 대해 강한 비판을 받았다. 세균학자이자 연구소 유출설 지지자인 리처드 이브라이트는 보고서가 기존에 검토되었던 증거를 새로운 정보로 포장한 것을 비판했다. 진화생물학자 마이클 워로비는 이 문서가 2022년 11월 중간선거에서 "공화당 표를 얻으려는 냉소적인 노력"이거나 "과학을 이해할 능력이 없는 직원들이 잘못된 정보와 오해로 가득 찬 트윗을 우연히 발견한 것"이라고 말했다. 바이러스학자 앤젤라 라스무센은 이 보고서를 "납세자 돈과 자원을 끔찍하게 낭비한 것"이라고 비판했다. 보고서의 최종본은 2023년 4월 18일에 발표되었다. 최종본은 "정황 증거의 우세"를 근거로 팬데믹이 2019년 가을 실험실 사고에서 시작되었다는 잠정적인 입장을 재확인했다.

### 유전공학에 대한 비주류 견해
실험실 유출설에 대한 최초의 기록된 언급은 2020년 1월 5일 홍콩 사용자 @GarboHK가 게시한 트윗 형태로 나타났는데, 이는 중국 정부가 새로운 바이러스를 만들고 의도적으로 유출했다고 암시했다. 유사한 아이디어는 2020년 1월 31일 인도 공과대학교 연구원들이 BioRxiv에 게시한 프리프린트에서 나중에 공식화되었는데, 이 논문은 새로운 코로나바이러스의 게놈과 HIV의 게놈 사이에 유사성을 발견했다고 주장했다. 이 논문은 연구원들의 "기술적 접근과... 결과 해석"의 불규칙성으로 인해 빠르게 철회되었다. 이 주장은 논란이 많은 프랑스 바이러스학자이자 노벨상 수상자인 뤼크 몽타니에에 의해 제기되었는데, 그는 SARS-CoV-2가 HIV/AIDS 백신 연구 중에 만들어졌을 수 있다고 주장했다. 생물정보학 분석에 따르면 공통 서열은 짧고, 그 유사성은 공통 기원 가설을 뒷받침하기에 불충분하며, 확인된 서열은 코로나바이러스 진화의 다양한 시점에서 발생한 독립적인 삽입물이었다.
주디 미코비츠와 제임스 라이언스-바일러와 같은 몇몇 반백신 활동가들은 SARS-CoV-2가 실험실에서 만들어졌다고 주장했으며, 미코비츠는 바이러스가 고의적으로 조작되고 고의적으로 유출되었다고 더 나아가 주장했다. 바일러의 분석은 바이러스 스파이크 단백질 중간의 긴 서열이 다른 코로나바이러스에서는 발견되지 않았으며 실험실 재조합의 증거라고 주장했지만, 과학자들은 문제의 서열이 다른 많은 코로나바이러스에서도 발견되어 자연에서 "널리 퍼져 있다"는 것을 시사한다며 이를 일축했다.
중국 연구원 옌리멍은 2020년 봄에 연구소 유출설을 지지하는 널리 비판받는 프리프린트 논문을 발표하며 고의적인 유전공학의 초기 지지자였다. 그녀가 프리프린트를 발표한 후, 정치 활동가들(스티브 배넌과 궈원구이 포함)은 트럼프 행정부의 코로나19 팬데믹 대처를 비판하기 위한 방법으로 옌이 2020년 여름 미국으로 도피하여 우익 언론 매체에서 강연을 하도록 주선했다. 존스 홉킨스 건강 안보 센터의 과학 검토자들에 따르면, 옌의 논문은 "주장을 뒷받침하지 않는 모순되고 부정확한 정보"를 제공했으며, MIT 프레스의 Rapid Reviews: COVID-19 검토자들은 그녀의 프리프린트가 "주장을 뒷받침할 충분한 과학적 증거"를 제시하지 못했다고 비판했다.
2022년 9월, 더 란셋이 구성한 패널은 팬데믹에 대한 광범위한 보고서를 발표했으며, 여기에는 그룹 회장 제프리 삭스가 감독한 바이러스 기원에 대한 논평이 포함되었다. 이는 바이러스가 미국 실험실에서 유래했을 수 있다는 주장으로, 삭스가 오랫동안 주장해 온 개념이며, 음모론자 로버트 F. 케네디 주니어의 팟캐스트에서도 언급되었다. 이에 대해 바이러스학자 앤젤라 라스무센은 이것이 "과학과 의학에 대한 중요한 발견을 전달하는 수호자이자 리더로서의 역할에 있어 란셋의 가장 수치스러운 순간 중 하나"였을 수 있다고 말했다. 바이러스학자 데이비드 로버트슨은 미국 실험실 연루 가능성에 대한 제안이 "황당한 추측"이며 "그처럼 중요한 주제에 대한 추가적인 잘못된 정보에 기여하는 잠재적으로 영향력 있는 보고서를 보는 것이 정말 실망스럽다"고 말했다.

### 고의적 유출
과학사학자 나오미 오레스케스는 바이러스가 고의적으로 유출되었다는 견해를 지지하는 신뢰할 만한 과학자는 알지 못하며, 바이러스가 우발적으로 탈출했을 수 있다는 주장이 더 그럴듯하다고 말했다.
미국에서는 마샤 블랙번 상원의원이 "중국은 5천년 동안 속임수와 절도의 역사를 가지고 있다. 어떤 것들은 결코 변하지 않을 것"이라고 말하며 중국에 대해 "생물학적 무기" 사용에 대한 소송을 제기할 수 있도록 허용하는 법안을 제안했다.

## 정치, 학계, 언론의 관심

### 언론 보도
SARS-CoV-2 연구소 유출을 시사하는 최초의 언론 보도는 2020년 1월 말 데일리 메일과 워싱턴 타임스에 실렸다. 2020년 1월 31일 사이언스와의 인터뷰에서 리처드 이브라이트 교수는 SARS-CoV-2가 우한의 실험실 사고를 통해 인간에게 유입되었을 가능성이 있으며, 바이러스의 게놈 서열 및 특성에 대한 모든 데이터가 "자연적 사고 또는 실험실 사고로 인한 인간 개체군으로의 유입과 일치한다"고 말했다. 2021년 2월 5일 차이신의 보고서에 따르면 이러한 보도는 두 가지 출처에서 비롯된 소문으로 묘사되었는데, 하나는 나중에 철회된 인도 학자가 BioRxiv에 게시한 프리프린트 논문이고, 다른 하나는 BBC 차이나 보고서였다. 2023년 2월 8일, 미국 국립보건원(NIH) 임시 국장은 공화당 주도 하원 위원회에서 우한 연구소에서 연구된 바이러스는 SARS-CoV-2와 "전혀 관계가 없다"며, 동등성을 제안하는 것은 "인간이 소와 같다고 말하는 것과 같다"고 증언했다.
2021년 초, 새롭게 언론에서 논의되면서 이 가설은 다시 대중적인 논쟁으로 떠올랐다. 새롭게 떠오른 관심은 두 가지 사건에 의해 촉발되었다. 첫째, 5월에 월스트리트 저널에 게재된 기사는 2019년 11월에 우한 바이러스 연구소의 실험실 직원들이 코로나19와 유사한 증상으로 병에 걸렸다고 보도했다. 이 보도는 정보 관리들과의 비공식 브리핑에 기반을 두었다. 이 사례들은 중국 정부가 2019년 12월에 첫 번째 사례가 발생했다고 공식 보고한 것보다 앞선다. 비공개 정부 데이터에 따르면 가장 이른 사례는 11월 중순에 발견되었다. 가디언은 월스트리트 저널 기사가 연구소 유출 가능성을 양질의 증거로 거의 확인하지 못했다고 언급했다. 국가정보국의 기밀 해제 보고서도 연구원들이 입원한 사실이 발병의 기원과 무관하다고 밝혔다. 둘째, 2020년 2월 란셋 성명의 주요 조직자인 피터 다스작이 우한 바이러스 연구소와의 관계를 공개하지 않은 것으로 밝혀졌다. 란셋은 나중에 다스작이 중국 연구원들과의 이전 협력을 나열한 추가 정보를 발표했다.
WHO 주최 보고서가 발표된 후, 정치인, 토크쇼 진행자, 언론인, 그리고 일부 과학자들은 SARS-CoV-2가 우한 바이러스 연구소에서 나왔을 수 있다는 주장을 제기했다. DRASTIC도 트위터를 통해 그 홍보에 기여했다. 2021년 7월, 하버드-폴리티코 설문조사에 따르면 미국인의 52%가 코로나19가 실험실 유출에서 유래했다고 믿었으며, 28%는 코로나19가 자연에서 감염된 동물에서 유래했다고 믿었다. 2023년 3월까지, 실험실 기원을 믿는 미국인의 비율은 3년 전보다 두 배 증가(30%에서 60%로)했으며, 자연 기원을 믿는 미국인의 비율은 절반으로 감소(40%에서 20%로)했다.
과학 교육자 헤슬리 마차도 실바는 중국산 바이러스라는 아이디어를 "외국인 혐오적인 소셜 네트워크 십자군"의 일부로 묘사하며, 이는 터무니없는 영화 시나리오와 유사하지만 그럼에도 불구하고 수백만 명의 인터넷 추종자를 얻었다. 실바는 팬데믹이 인류에게 "더 나은 존재가 되고 증오를 조장할 기회가 아니어야 한다"는 간절한 소망을 제기한다.
2021년 5월 이후, 일부 언론 기관은 연구소 유출설을 "논박된" 또는 "음모론"으로 묘사하던 이전의 표현을 완화했다. 그러나 지배적인 과학적 견해는 우발적 유출이 가능하지만 가능성이 매우 낮다는 것이었다.

### 중국-미국 관계
코로나19의 기원은 미국–중국 관계의 마찰의 원인이 되었다. 연구소 유출설은 2020년 초 미국의 정치인과 언론, 특히 미국 대통령 도널드 트럼프, 다른 저명한 공화당원, 보수 언론(폭스 뉴스의 논평가 터커 칼슨, 전 브라이트바트 뉴스 발행인이자 백악관 수석 전략가 스티브 배넌 등)에 의해 유포되었다. 트럼프는 또한 바이러스를 "쿵푸 독감"이라고 지칭했으며, 행정부는 또한 중국에 대한 제재 의사를 표명했다. 2020년 4월, 트럼프는 연구소 유출설에 대한 증거가 있다고 주장했지만, 요청에도 불구하고 이를 제시하기를 거부했다. 당시 언론은 자연 바이러스의 우발적인 실험실 유출과 생물 무기 기원 음모론을 구별하지 않았다. 온라인 토론에서는 연구소 유출설을 포함한 다양한 이론들이 더 큰, 근거 없는 음모론적 줄거리로 결합되었다.
2020년 5월, 폭스 뉴스 진행자 터커 칼슨은 앤서니 파우치가 우한 바이러스 연구소(WIV)에서 기능 획득 연구를 통해 "COVID의 생성을 지원했다"고 비난했다. 과학 작가 니콜라스 웨이드의 에세이를 인용하며 칼슨은 파우치가 박쥐 바이러스를 인간에게 더 감염성이 있게 만드는 연구를 지시했다고 주장했다. 페이스북은 연구소 유출설에 대한 논의를 허위 정보로 간주하여 삭제하는 정책을 시행했으며, 1년 뒤인 2021년 5월에 이 금지를 해제했다.
BBC 중국 보고서에 따르면 2월 14일, 시진핑 중국 주석이 생물 안전을 법으로 통합할 것을 제안했고, 다음 날 바이러스 연구실, 특히 바이러스를 다루는 연구실의 관리를 강화하기 위한 새로운 조치가 도입되었다. 2020년 4월, 가디언은 중국이 발병 원인에 대한 서사를 통제하고 바이러스가 중국 밖에서 시작되었다는 추측을 부추기기 위해 국내 연구를 엄격히 규제하는 조치를 취했다고 보도했다. 2020년 5월, 중국 국영 언론은 중국 질병예방통제센터의 조지 가오 소장의 발언을 포함하여 해산물 시장과 바이러스 연구소가 가능한 발원지라는 주장을 반박하는 과학자들의 성명을 보도했다.
미국에서는 소셜 미디어에서 근거 없는 생물 무기 주장 등을 포함한 반중 정보가 확산되어 아시아계 미국인에 대한 공격적인 수사를 부추겼고, 과학자들에 대한 괴롭힘으로 이어졌다. 일부 과학자들은 자신들의 발언이 오해되어 인종차별적 수사를 지지하는 데 사용될까 봐 우려했다. 제시 블룸 외 여러 명이 사이언스에 발표한 서한은 SARS-CoV-2의 불확실한 기원을 설명하며 잘못된 정보의 확산에 기여했다. 이 서한은 바이러스학자와 공중 보건 전문가들로부터 비판을 받았다. 그들은 우한 바이러스 연구소에 대한 "적대적이고" "분열적인" 집중은 증거로 뒷받침되지 않고, 투기적이고 무의미한 주장과 결합하여 중국의 팬데믹 대응과 투명성에 대한 정당한 우려에 대한 조사를 방해하며, 중국 과학자와 당국이 데이터를 덜 공유하게 만들 것이라고 말했다.
일부 중국 정부 관리들은 SARS-CoV-2가 미국의 포트 데트릭 군사 시설에서 유래했다는 반음모론을 제기했다. 이 이론은 거의 지지를 받지 못한다. 미국의 실험실을 조사하라는 중국의 요구는 우한에서 초점을 옮기기 위한 주의를 분산시키는 기술로 여겨진다.

### 과학자들에 대한 공격
연구소 유출설의 모든 종류의 일관된 특징은 과학자들에게 비난의 화살을 돌린다는 것이다. 과학자들은 바이러스를 조작하거나 부주의하게 실험실에서 탈출하도록 허용했으며, 그들의 잘못을 은폐하기 위해 공모했다고 비난받는다.
럿거스 대학교 교수진인 리처드 이브라이트와 브라이스 니켈스는 연구소 유출 주장을 펴는 주요 소셜 미디어 게시자였으며, 코로나19 연구자들을 계속 공격하고 그들을 나치와 폴 포트에 비유했다. 2024년 3월, 12명의 과학자들이 이브라이트와 니켈스가 자신들의 안전을 위협하고 명예를 훼손할 수 있는 메시지를 소셜 미디어에 게시했다며 럿거스에 공식적으로 항의했다. 이브라이트는 이 항의가 "상대방을 침묵시키려는 조잡한 시도"라고 반응했고, 니켈스는 항의가 "고의적인 거짓말"을 담고 있다고 말했다.

### 부정적인 사회적 영향
폴 태커 (British Medical Journal 기고)에 따르면, 일부 과학자와 기자들은 "팬데믹 초기부터 코로나19 기원에 대한 객관적인 고려가 잘못되었는데, 팬데믹 가능성이 있는 바이러스를 연구하는 자금을 지원받은 연구자들이 연구소 유출 가설을 '음모론'으로 분류하는 캠페인을 시작했기 때문"이라고 말했다. 2020년 2월, 피터 다스작이 주도한 27명의 과학자가 서명한 서한이 더 란셋에 발표되었는데, 이 서한은 일부 다른 기원 아이디어를 "음모론"으로 묘사했다. 필리파 렌초스는 일부 과학자들이 경력과 연구비를 걱정하여 "단합"했다고 말했다. 이 서한은 제이미 메츨로부터 "과학적 선전과 폭력"으로, 캐서린 이반으로부터는 과학 연구와 과학계에 "냉각 효과"를 가져왔으며, 연구소 유출설을 "제기하는 과학자들 ... 음모론자들의 일을 하고 있다"는 것을 암시했다고 비판했다.
2020년 초, 제러미 파라, 크리스티안 G. 안데르센, 로버트 F. 개리 등을 포함한 과학자들은 앤서니 파우치에게 연구소 유출에 대한 안데르센이 "미친 음모론"이라고 언급한 것에 대해, 그리고 증거가 이를 뒷받침하는지에 대한 질문이 담긴 이메일을 보냈다. 당시 NIH 원장 프랜시스 콜린스는 그 가능성에 대한 논의가 "국제적 조화"를 해칠 수 있다고 우려했다. 자연에서 유사 바이러스가 발견되고, 게놈에 대한 추가 연구가 진행되며, 팬데믹 초기부터 더 많은 게놈 서열이 공개되면서, 이들 과학자들은 가장 가능성이 높은 설명으로 인수공통감염병 이론을 지지한다고 공개적으로 밝혔다.
일부 언론인과 과학자들은 도널드 트럼프가 연구소 유출설을 지지하면서 발생한 인식된 양극화로 인해 팬데믹 첫 해 동안 연구소 유출설을 기각하거나 논의를 피했다고 말했다. 미국 미생물학회 이사회 의장인 아르투로 카사데발은 자신(다른 많은 사람들과 마찬가지로)이 이전에 연구소 유출 가설을 과소평가했다고 말했다. "주로 당시 [팬데믹 초기]에는 의도적으로 조작된 바이러스라는 아이디어에 중점을 두었기 때문"이라고 설명했다. 그러나 2021년 5월까지는 과학계에서 "오랫동안 끓어오르던 우려"였으며, 그에 대한 "더 큰 개방성"을 인식했다고 말했다.
2022년 가을까지, 과학적 합의는 팬데믹이 자연적인 인수공통감염병으로 시작되었을 가능성이 가장 높다는 것이었다. 가장 유력한 자연 숙주는 박쥐에 존재하며, 인간에게 스필오버되기 전 사향고양이, 밍크, 또는 천산갑